# Die Tahiti-Tamourés
Die Tahiti-Tamourés of Die Tahiti Tamourés was een exotische West-Duitse muziekgroep rondom zangeres Manuela die bestond van 1963 tot 1964. Hij is vooral bekend van de hit Wini-Wini uit 1963.

## Biografie
Die Tahiti-Tamourés werd opgericht om een paar Tahitiaanse of Tahitiaans klinkende nummers met een Duitse tekst op te nemen en uit te brengen. De Tamouré uit de groepsnaam is de naam van een Tahitiaanse dans. De groep bestond uit leadzangeres Doris Wegener, achtergrondzangeressen Katja Bischoff en Monika Grimm en Bernd Sandgaard die de ratel speelde. Alle drie de meisjes uit Die Tahiti-Tamourés hadden afzonderlijk van elkaar al eens een singletje mogen opnemen (Bischoff onder het pseudoniem Charlotte Marian), maar waren daar vrij onbekend mee gebleven. Met hun eerste gezamenlijke hit Wini-Wini braken ze direct door. In mei 1963 stond hun single op nummer 1 in West-Duitsland. Het werd in Vlaanderen en vooral in Nederland ook een hit. Het nummer was een cover van het traditionele Vini vini, dat voor het eerst op plaat werd gezet door Terorotua & his Tahitians in 1958.
De groep kon zijn succes niet voortzetten. In totaal werden er nog drie singles uitgebracht: Tahiti Mafatu, Mañana (Roter Mond vom Rio Negro) en Trommeln der Südsee. Eind 1964 gingen die Tahiti-Tamourés uit elkaar. Een album is er nooit gekomen, zodat er maar acht opnames van de groep bestaan (vier A- en B-kanten). De hit Wini-Wini betekende wel de doorbraak voor leadzangeres Doris Wegener. Onder het pseudoniem Manuela scoorde ze direct na het succes van Wini-Wini een nummer 1-hit met Schuld war nur der Bossa Nova, een cover van Eydie Gormés Blame it on the bossa nova. Daarna had ze nog 24 Duitse hits waarvan er vijf de top 10 haalden. In Nederland had ze drie hits. Bischoff en Grimm hadden in 1964 samen met Tina Rainford nog een noveltyhitje als Die Sweetles met Ich wünsch' mir zum Geburtstag einen Beatle. Bischoff nam daarna als Charlotte Marian nog wat singles op en Grimm speelde wat rolletjes in West-Duitse films, maar verdwenen daarna in de anonimiteit.
Op 13 februari 2001 overleed Doris Wegener op 57-jarige leeftijd in Berlijn aan strottenhoofdkanker.

## Bezetting
- Manuela
- Charlotte Marian
- Monika Grimm
- Bernd Sandgaard

## Discografie

### Singles
| Single met hitnotering(en) in oude hitlijsten | Datum van verschijnen | Datum van binnenkomst | Hoogste positie | Aantal maanden | Opmerkingen | Bron                 |
| --------------------------------------------- | --------------------- | --------------------- | --------------- | -------------- | ----------- | -------------------- |
| Wini-Wini                                     |                       | mei 1963              | 4               | 5M             |             | Muziek Expres Top 30 |
| Wini-Wini                                     |                       | mei 1963              | 5               | 5M             |             | Muziek Parade Top 30 |

| Single met hitnotering(en) in de Vlaamse Ultratop 50 | Datum van verschijnen | Datum van binnenkomst | Hoogste positie | Aantal weken | Opmerkingen           |
| ---------------------------------------------------- | --------------------- | --------------------- | --------------- | ------------ | --------------------- |
| Wini-Wini                                            |                       | jul 1963              | 19              | 1M           | in de Juke Box Top 20 |